# Matataua-Gletscher
Der Matataua-Gletscher (von maorisch Mata Taua für Späher, Kundschafter, Pfadfinder, vormals Marchant-Gletscher) ist ein 11 km langer Gletscher im ostantarktischen Viktorialand. In der Royal Society Range fließt er von den Hängen des Rampart Ridge zwischen dem Bishop Peak und Mount Potter in nordwestlicher Richtung in die Umgebung des Mount Bockheim.
Das Advisory Committee on Antarctic Names benannte ihn 1994 nach David R. Marchant. Marchant war Glazialgeologe an der University of Maine und ab 1995 an der Boston University. Ab 1985 erforschte er anhand der Zusammensetzung der Vulkanasche paläoklimatische Veränderungen und geologische Stabilitäten im Gebiet der Antarktischen Trockentäler und deckte die Gletscherhistorie des ostantarktischen Eisschilds auf.
Im September 2018 gab das United States Board on Geographic Names in Abstimmung mit dem New Zealand Geographic Board die Umbenennung des Gletschers bekannt. Grund dafür sei, dass der ursprüngliche Namensgeber eine Doktorandin während der Forschungsarbeiten in der Antarktis sexuell belästigt habe und daher die Voraussetzung für einen Namensgeber nicht mehr erfülle. Ein Namensgeber müsse den Fortschritt der Polarforschung gefördert haben, Marchant habe durch sein Verhalten aber Fortschritt verhindert. Der neue Name des Gletschers ist an den benachbarten Mata Taua Peak angelehnt.